# Triple formació alcista
Triple formació alcista (en anglès: Bullish Rising Three Methods) és un patró d'espelmes japoneses que esdevé un fort senyal de continuïtat de la tendència alcista. És una variant de l'Estora ajustada alcista.

## Criteri de reconeixement
1. La tendència prèvia és alcista
2. Es forma una primera espelma blanca llarga
3. Els següents tres dies es formen tres espelmes negres (o inclús blanques) amb cos petit amb tancaments dins del cos de la blanca prèvia
4. Finalment s'obra a l'alça, es forma una segona espelma blanca llarga, i es tanca formant un nou high

## Explicació
La Triple formació alcista, igual que l'Estora ajustada alcista, és un potent patró de continuïtat en una tendència alcista. Les petites espelmes negres indiquen una progressiva presa de beneficis, però els bears no tenen prou força com per provocar tancaments inferiors al de l'espelma blanca llarga. Finalment els bulls tornen a aparèixer amb força davant la debilitat dels bears i aquests tanquen posicions donant lloc a una nova espelma blanca llarga. Per especuladors agressius aquest patró, abans de completar-se amb l'espelma blanca llarga, es pot aprofitar anticipadament per incrementar posicions llargues.

## Factors importants
És un patró similar a la Triple formació alcista però sense l'existència d'un gap alcista previ. Les espelmes negres en cap cas han de tancar per dessota de l'espelma blanca llarga sinó que s'han de mantenir dins del seu rang high-low (incloses les ombres). Malgrat que la força dels bulls és molt potent es suggereix esperar confirmació l'endemà en forma d'espelma blanca amb tancament superior o gap alcista.